# 4348 Poulydamas

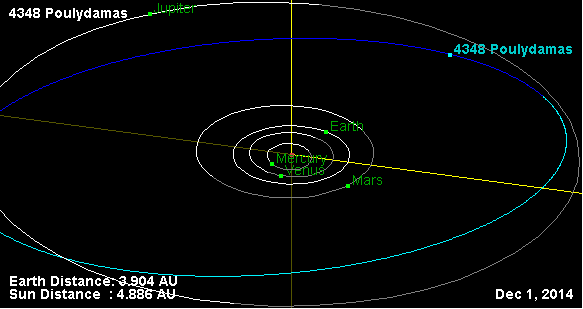
Orbita asteroidului 4348 Poulydamas

4348 Poulydamas este un asteroid descoperit pe 11 septembrie 1988 de Carolyn Shoemaker.